# Нечаев, Дмитрий Николаевич
Дмитрий Николаевич Нечаев (род. 7 августа 1976) — российский самбист и тренер, серебряный призёр розыгрышей Кубка России 1998, 2000 и 2001 годов, серебряный (2001, 2004) и бронзовый (1999, 2005) призёр чемпионатов России, серебряный (2001) и бронзовый (2004) года призёр чемпионатов Европы, мастер спорта России международного класса. Наставником Нечаева был Заслуженный тренер России Василий Перчик. Нечаев выступал в весовой категории до 62 кг. Работает тренером в спортклубе «Стахановец» (Пермь).

## Всероссийские соревнования
- Кубок России по самбо 1998 — ;
- Чемпионат России по самбо 1999 — ;
- Кубок России по самбо 2000 — ;
- Кубок России по самбо 2001 — ;
- Чемпионат России по самбо 2001 — ;
- Чемпионат России по самбо 2004 — ;
- Чемпионат России по самбо 2005 — ;